# Orius
Orius – rodzaj niewielkich, wszystkożernych owadów z podrzędu pluskwiaków różnoskrzydłych, z rodziny dziubałkowatych (Anthocoridae).
Osiągają długość 2 do 5 mm. Podobnie jak inni przedstawiciele rodziny dziubałkowatych, także ci z rodzaju Orius polują na małe bezkręgowce będące szkodnikami roślin: wciornastki i przędziorki, jedzą też ich jaja i larwy. Jednak w odróżnieniu od spokrewnionych z nimi drapieżnymi pluskwiakami, te żywią się również chętnie sokami roślin naczyniowych oraz pyłkiem kwiatowym. Niektóre gatunki ze względu na pomoc w ograniczaniu ilości groźnych szkodników roślin uprawnych są hodowane i sprzedawane jako bioregulatory.
Ich ukłucia mogą być bolesne dla ludzi, choć owady te nie są jadowite.
Gatunki
- Orius agilis (Flor, 1860)
- Orius albidipennis (Reuter, 1884)
- Orius atratus (Yasunaga, 1997)
- Orius canariensis (Wagner, 1952)
- Orius candiope (Herring, 1966)

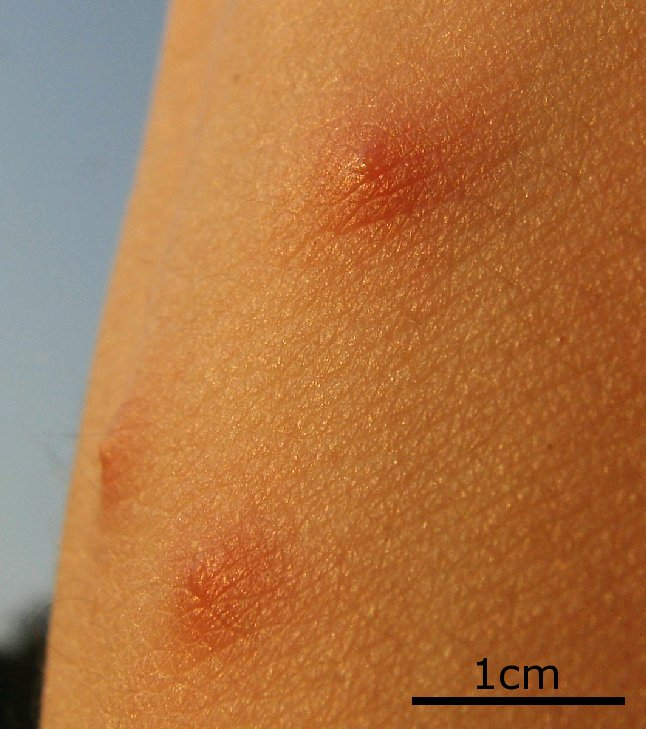
Ślady po ukłuciach pluskwiaków z rodzaju Orius

- Orius diespeter (Herring, 1966)
- Orius harpocrates (Herring, 1966)
- Orius horvathi (Reuter, 1884)
- Orius insidiosus (Say, 1832)
- Orius laticollis (Reuter, 1884)
- Orius laevigatus (Fieber, 1860)
- Orius limbatus (Wagner, 1952)
- Orius lindbergi (Wagner 1952)
- Orius majusculus (Reuter, 1879)
- Orius minutus (Linnaeus, 1758) – trzycik mały
- Orius nagaii (Yasunaga, 1993)
- Orius niger (Wolff, 1811)
- Orius pallidicornis (Reuter, 1884)
- Orius persequens (White, 1877)
- Orius piceicollis (Lindberg, 1936)
- Orius pumilio (Champion, 1900)
- Orius retamae (Noualhier, 1893)
- Orius sauteri (Poppius, 1909)
- Orius sibiricus (Wagner, 1952)
- Orius strigicollis (Poppius, 1915)
- Orius tantillus (Motschulsky, 1863)
- Orius tristicolor (White, 1879)
- Orius vicinus (Ribaut, 1923)